# Rudolf Manoušek mladší
Rudolf Manoušek ml. (17. září 1909 Soběšice – 31. října 1994 Praha) byl český zvonař z 2. generace zvonařského rodu Manoušků. Vybudoval úspěšnou zvonařskou dílnu v České u Brna. Po vynucené přestávce v 50. a 60. letech 20. století) obnovil svou zvonařskou dílnu v roce 1967 na novém působišti ve Zbraslavi u Prahy (nyní Praha 16 - Zbraslav).